# A Lista (3.ª temporada)
A terceira temporada de A Lista é exibida na OPTO desde 11 de fevereiro de 2022.
Conta com Júlia Palha, Carolina Loureiro, Diogo Lopes, Laura Dutra, Luís Ganito, Bruna Quintas, Luís Garcia, Rodrigo Trindade e Soraia Tavares no elenco principal.

## Sinopse
Após o violento ataque a Mateus, que cria discórdia entre o grupo de amigos, uns querem fugir e outros defendem que as responsabilidades do crime têm que ser assumidas. A PJ investiga vários crimes. A extrema-direita organiza-se.

## Elenco

### Elenco principal
| Ator/Atriz        | Personagem              |
| ----------------- | ----------------------- |
| Júlia Palha       | Alice Campos            |
| Carolina Loureiro | Patrícia «Paty» Pereira |
| Diogo Lopes       | Tiago Antunes           |
| Laura Dutra       | Catarina Lemos          |
| Luís Ganito       | Paulo Santos            |
| Bruna Quintas     | Micaela «Mica» Silva    |
| Luís Garcia       | Bruno Amaro             |
| Rodrigo Trindade  | Sérgio Trindade         |
| Soraia Tavares    | Jéssica Fontes          |

### Elenco recorrente
| Ator/Atriz           | Personagem              |
| -------------------- | ----------------------- |
| Filipe Matos         | Simão Seixas Fonseca    |
| Diana Marquês Guerra | Inspetora Carla Marques |
| Sabri Lucas          | Inspetor Joaquim Santos |

### Participação especial
| Ator/Atriz      | Personagem     |
| --------------- | -------------- |
| Cláudia Vieira  | Carolina Veiga |
| Mafalda Vilhena | Paula Lemos    |

### Elenco adicional
| Ator/Atriz      | Personagem          |
| --------------- | ------------------- |
| Carlos Oliveira | Mateus Vieira       |
| Mafalda Rodiles | Francisca Rodrigues |

## Episódios
| # | ## | Título                                 | Realização por | Escrito por    | Exibição original       |
| --- | -- | -------------------------------------- | -------------- | -------------- | ----------------------- |
| 31 | 1  | "E agora... vais assumir o homicídio?" | Carlos Dante   | Raquel Palermo | 11 de fevereiro de 2022 |
| Alice, Micaela e Sérgio estão em choque por Paulo ter agredido uma pessoa até a matar.                              |    |                                        |                |                |                         |
| 32 | 2  | "Know your rights!"                    | Carlos Dante   | Raquel Palermo | 18 de fevereiro de 2022 |
| No passado, Patrícia e Catarina colam cartazes com as fotografias de Tomé e Vanda, quando são ameaçadas por Mateus. |    |                                        |                |                |                         |
| 33 | 3  | "Episódio 3"                           | Carlos Dante   | Raquel Palermo | 25 de fevereiro de 2022 |
| 34 | 4  | "Episódio 4"                           | Carlos Dante   | Raquel Palermo | 4 de março de 2022      |
| 35 | 5  | "Episódio 5"                           | Carlos Dante   | Raquel Palermo | 11 de março de 2022     |
| 36 | 6  | "Episódio 6"                           | Carlos Dante   | Raquel Palermo | 18 de março de 2022     |
| 37 | 7  | "Episódio 7"                           | Carlos Dante   | Raquel Palermo | 25 de março de 2022     |
| 38 | 8  | "Episódio 8"                           | Carlos Dante   | Raquel Palermo | 1 de abril de 2022      |
| 39 | 9  | "Episódio 9"                           | Carlos Dante   | Raquel Palermo | 8 de abril de 2022      |
| 40 | 10 | "Episódio 10"                          | Carlos Dante   | Raquel Palermo | 15 de abril de 2022     |